# NUTS do Chipre
No NUTS (Nomenclaturas de unidades territoriais para fins estatísticos) os códigos do Chipre (CY), os três níveis são:
| Nível  | Subdivisões | # |
| ------ | ----------- | - |
| NUTS 1 | —           | 1 |
| NUTS 2 | —           | 1 |
| NUTS 3 | —           | 1 |

## Códigos NUTS
CY0 Chipre
CY00 Chipre
CY000 Chipre

## Unidades administrativas locais
Abaixo dos níveis NUTS, os dois níveis LAU (Unidades Administrativas Locais) são:
| Nível | Subdivisões                                      | #   |
| ----- | ------------------------------------------------ | --- |
| LAU 1 | Distritos (Eparchies)                            | 6   |
| LAU 2 | Municipalidades, comunidades (Dimoi, koinotites) | 613 |

Os códigos LAU do Chipre podem ser baixados aqui: 